# 白蛇：缘起
《白蛇：缘起》是一部由追光动画和华纳兄弟联合制作，黄家康、赵霁导演，大毛编剧的动画电影。电影人物取材于中国四大民间传说之一的《白蛇传》，讲述了白素贞和许仙在前世的爱情故事。电影原定于2018年12月21日上映，后改档为2019年1月11日上映，2021年7月30日則於日本上映。
續集為2021年上映的《白蛇2：青蛇劫起》；2024年推出了另一部續集《白蛇：浮生》。

## 剧情
影片讲述了白蛇和许仙的前世爱情故事。晚唐末年天下将乱，国师下令在全国大肆捕蛇，小白是蛇族中一蛇妖，受蛇母之命前去刺杀国师。行刺失败，小白落水，为永州捕蛇村少年阿宣所救。醒来后的小白失忆了，于是两人一起踏上寻找记忆的旅程。

## 配音员
| 角色             | 中國配音 | 日本配音   | 备注                                               |
| 小白             | 张喆     | 三森鈴子   | 女主角，白蛇。                                     |
| 许宣             | 杨天翔   | 佐久間大介 | 男主角，许仙前世，捕蛇村少年。                     |
| 小青             | 唐小喜   | 佐倉綾音   | 小白的妹妹，青蛇。第二部的主角。                   |
| 肚兜             | 张赫     | 杉田智和   | 阿宣养的一条狗。小白一時興起，施法讓它可以說人話。 |
| 蛇母             | 刘薇     | 本田贵子   | 众蛇首领，小白和小青的师父。                       |
| 国师             | 张遥函   | 柴田秀胜   | 大唐国国师，逼迫百姓捕蛇的主導者。                 |
| 宝青坊主(小女孩) | 郑小璞   | 悠木碧     |                                                    |
| 宝青坊主(妖狐)   | 马程     | 悠木碧     |                                                    |

## 音樂

### 主題曲
主題曲「何须问」
作詞：大毛，作曲、編曲：郭好为，主唱：郭好为
推廣曲、片尾曲「缘起」
作词：祁辛、崔克檐，作曲：Jiano冼嘉宁、祁辛、左宏元，编曲：Jiano冼嘉宁，主唱：周深
片尾曲「前世今生」
作詞：黄介文，作曲：左宏元，主唱：龚笑笑
日語版主題曲「缘」
主唱：Snow Man

## 反响

### 票房
本片制作成本为8000万，电影上映首日加上之前点映的成绩，一共取得了1483万的票房，连续两日累计票房为2906万，首周末三天总票房为4480万人民币。电影票房在上映第八天破亿，在上映第十三天破2亿，上映第十八天破3亿，上映第二十三天破4亿，成为大陆地区第5部票房破3亿、也是第5部票房破4亿的国产动画电影。影片后劲强势，虽有《大黄蜂》、《死侍2》前后夹击，但《白蛇》票房第四周较首周不降反升，终于在上映第21天起连续蝉联4日日冠，为有记录以来最晚获得日冠的内地电影，也是第三部获得日冠的国产动画电影。电影最终累计票房为4.49亿人民币。
| 上一届： 《死侍2：我愛我家》 | 2019年中国内地一周票房冠军 第4周 | 下一届： 《流浪地球》 |

### 评价
电影开映之初在豆瓣取得了7.7分，之后一路涨到8.1分。在猫眼上获得了9.4分的高分，在淘票票上取得了9.3分的高分，各大平台均收获了积极不俗的评价，良好的口碑甚至让部分院线公开发声以维护影片的排片。

### 奖项
| 年份           | 奖项                                | 类别                                                                | 结果       | 参考来源 |
| -------------- | ----------------------------------- | ------------------------------------------------------------------- | ---------- | -------- |
| 2023年5月23日  | 第18屆中國電影華表獎                | 优秀故事片                                                          | 提名       | [ 26 ]   |
| 2021           | 中国文化艺术政府奖第四届动漫奖      | 最佳动漫作品                                                        | 獲獎       | [ 27 ]   |
| 2020           | 首届“光影中国”电影荣誉盛典          | 2019年度传播电影歌曲案例 《白蛇：缘起》片尾曲《缘起》（歌手：周深） | 獲獎       | [ 28 ]   |
| 2020           | 首届“光影中国”电影荣誉盛典          | 2019年度传播十大电影                                                | 獲獎       | [ 28 ]   |
| 2019年10月22日 | 第32届中国电影金鸡奖                | 最佳美术片                                                          | 提名       | [ 29 ]   |
| 2019年9月17日  | 2019美国Animation Is Film动画电影节 | 竞赛单元                                                            | 入圍短名單 | [ 30 ]   |
| 2019年         | 第29届法国安锡国际动画电影节        | 长片水晶奖                                                          | 提名       | [ 31 ]   |
| 2019年9月6日   | 第16届中国动漫金龙奖                | 最佳动画长片奖银奖 最佳动画音乐奖                                   | 獲獎       | [ 32 ]   |
| 2019年8月28日  | 首届中国影视后期产业金海鸥奖        | 最佳动画电影制作奖                                                  | 獲獎       | [ 33 ]   |